# VCV Rack
VCV Rack és un sintetitzador modular de programari multiplataforma lliure i de codi obert.
VCV Rack és un sintetitzador modular virtual de codi obert gratuït: es poden connectar diversos mòduls per sintetitzar un so. Per defecte, el programari conté diversos VCO, LFO, mescladors i altres mòduls de sintetitzador estàndard, però es poden afegir més com a connectors a través del lloc web VCV Rack.
La versió 1.0.0 va afegir una API estable, un motor multithreading i suport per a senyals polifònics.
A més de les funcions anteriors, el rack VCV també es pot connectar a un altre maquinari i programari mitjançant la producció de senyals CV/gate analògics i USB o MIDI digitals. El programari també es pot connectar a altres connectors VST mitjançant el mòdul "host"; la possibilitat d'utilitzar el rack VCV com a complement VST era una característica que ha quedat obsoleta, però s'espera que torni poc després del llançament de Rack v2.